# 高速氣流

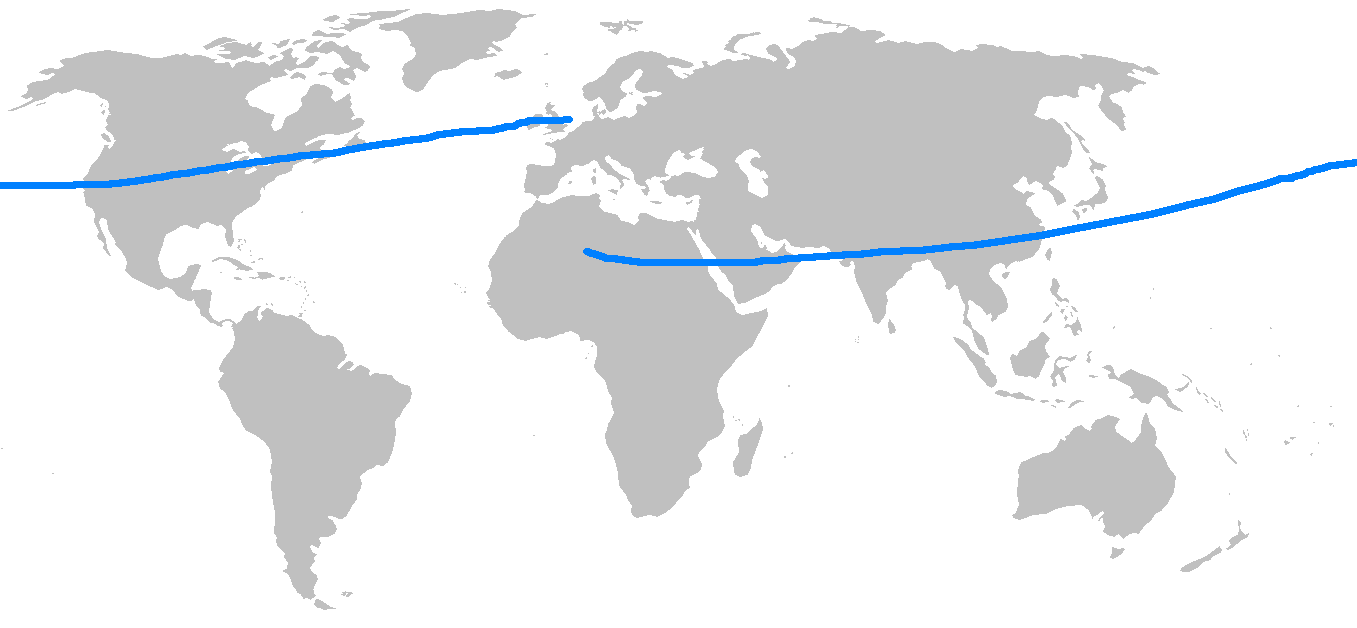
高速氣流位置

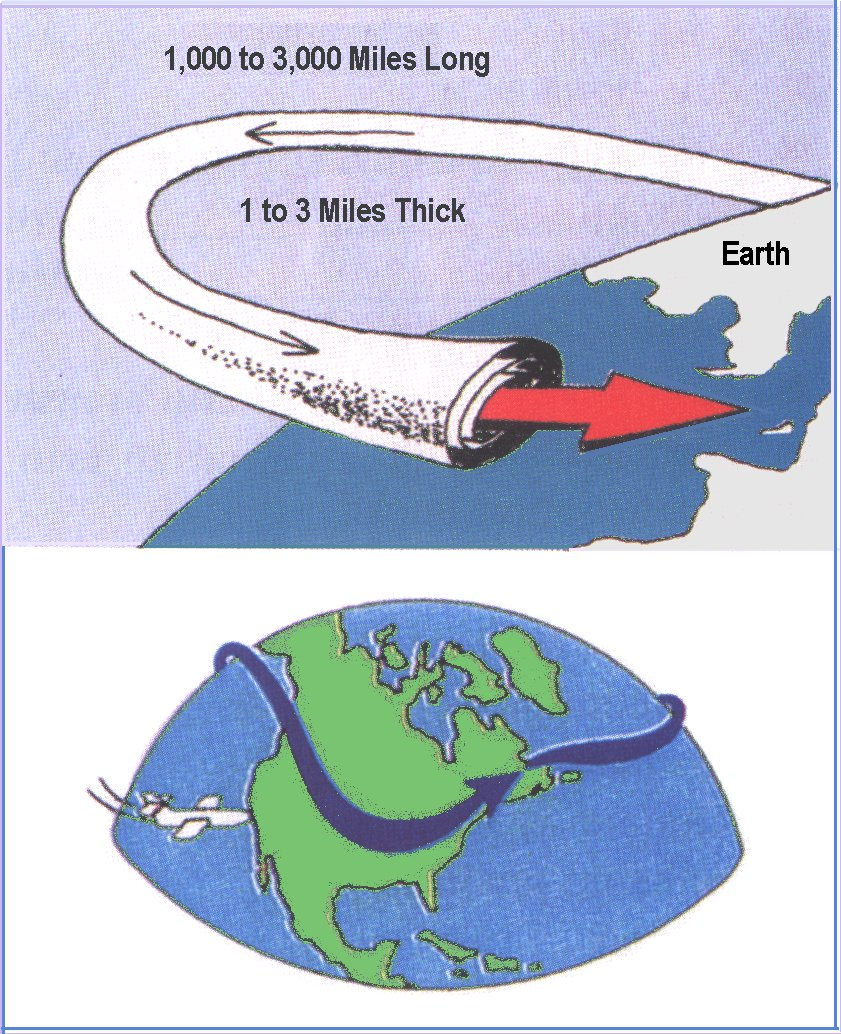
美国百年飞行委员会介绍噴射氣流的漫画

高速氣流（英語：Jet Stream），或稱噴射氣流、高空急流、極鋒噴流、噴流、激流，是行星尺度的大气环流。在地球上，指数條圍繞地球的強而窄的高速氣流帶，集中在對流層頂，在中高緯西風帶內或在低緯度地區都可出現。其水平長度達上萬公里，寬數百公里，厚數公里。中心風速有時可達每小時200至300公里的偏西風，而且可以有一個或多個風速極大中心，具有強大的水平風切變和垂直風切變。高速氣流附近亦有強大風切變，這也是所謂飛機上的亂流。

## 發現
噴射氣流是在1920年代，由日本氣象學家大石和三郎（Wasaburo Oishi）發現的。他在富士山附近的某個地點進行追踪了飛行員氣球，也稱為pibals（用來測定高層風的氣球），當它們升高至對流層頂時發現到噴射氣流的存在。大石的論文在日本以外的國家廣為人知。
過了20年後，第二次世界大戰時，美國B-29轟炸機在日本進行轟炸時無意中也發現噴射氣流的存在。當時是人類首度開發出具有艙壓而且能長時間飛超高空的飛機，自西岸與阿拉斯加等美軍基地起飛，朝向日本群島向西飛的B-29轟炸機的機員曾發覺某種奇妙的現象，即在引擎正常運作而沒有機械故障的徵兆下，儀器的指針卻顯示飛機的移動速度很慢；此外，在執行轟炸時也會非常容易錯過目標區。經研究後才發現，日本上空有一道噴射氣流由西向東一直到美洲。在高空中以數百公里時速由西向東吹的噴流會大大減低飛機前進的速度，反之則會極大加快到美國的速度。因此從亞洲飛往北美和加拿大的航機多會取道這高速氣流帶，以縮短航程和節省燃油，而回程則可能會取道北極航線。

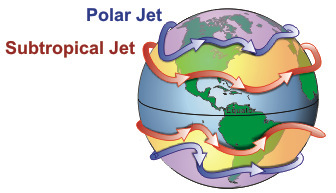
极地急流与副热带急流

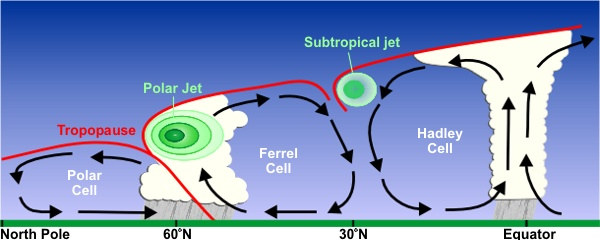
极地急流与副热带急流的经向切面

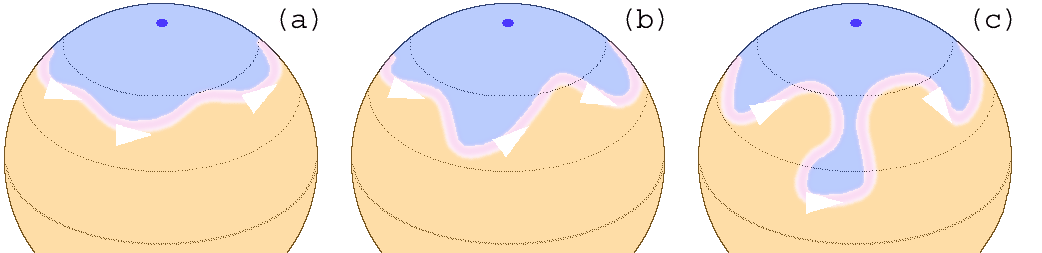
北半球极地急流的曲流的形成：(a), (b)；最终形成冷空气南下气团：(c)。橙色为暖气团，靛色为冷气团。

极地高空急流一般出现在大气层250百帕，即海拔7至12（23,000至39,000英尺）处。更弱的亚热带高空急流的高度更高，海拔10至16（33,000至52,000英尺）。夏季，北半球极地急流偏北；冬季，北半球极地急流偏南。高空急流的宽度为数百公里，厚度小于5千米。
高空急流的路径为曲流形状，曲流的形状自西向东传播，但速度（即“相速度”）要大大小于实际风速。环绕地球的高空急流一般有4-5个大尺度的罗斯贝波，这是由地球自转的科氏力导致的。高空急流的曲流发展，最终会形成与高空急流脱离的单独的气旋与反气旋。
高空急流的风速超过每小時90千米，最大记录是每小時398千米。

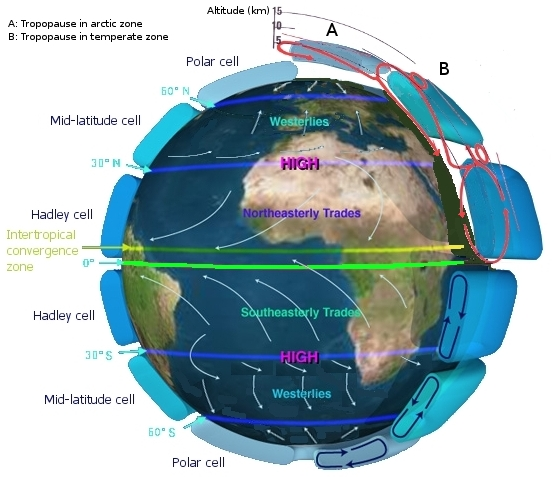
全球大气环流模型，紅圈處就是高速氣流的切面

## 應用
在北半球，極鋒噴流對於航空界跟氣象預報來說，是很重要的。因為極鋒噴流的速度比副熱帶噴射氣流來的快，且出現在比較低的高度。且極鋒噴流涵蓋了北半球的大部份國家。相較之下，南半球的極鋒噴流徘徊在南極洲，或有時出現在南美洲。

### 航空界
噴射氣流的位置對於航空界來說是非常重要的。

### 未來能源
科學家正在研究數種方法，期待能利用噴射氣流產生能源。

### 無動力武器
第二次世界大戰要結束時，日本人的气球炸弹被設計成便宜的武器，試圖想要利用噴射氣流跨越太平洋上空，抵達加拿大跟美國的西岸。但最後證實這些武器非常的沒有效率，因為只用在最後的幾場戰役，且只造成六個人死亡（二戰期間美國本土僅有的戰爭死亡事件）跟少數的損傷（最後一次釋放的一個紙氣球降落在輸電線只有造成原子彈原料鈽生產工廠的停電）。

## 外部連結
What causes the jet stream? （页面存档备份，存于）